# Rosse grasvogel
De rosse grasvogel (Cincloramphus timoriensis synoniem: Megalurus timoriensis) is een zangvogel uit de familie Locustellidae.

## Taxonomie
Deze vogel werd in 1864 door de Britse natuuronderzoeker  Alfred Russel Wallace beschreven. Hij wijst in die beschrijving op gelijkenis met de zwartruggraszanger (Cisticola galactotes) een door Coenraad Jacob Temminck beschreven soort uit zuidelijk Afrika. Deze soort werd in 1821 echter abusievelijk als verzameld in Australië ("Nouvelle-Hollande") beschreven. Deze zwartruggraszanger wordt nu in een totaal andere vogelfamilie (Cisticolidae) geplaatst, die overigens wel een met deze soort overeenkomsitge leefwijze heeft.

## Herkenning
De vogel is 20 cm lang. Opvallend is de lichtbruine kopkap en de lange staart met een rafelig uiteinde. De borst en buik zijn vuilwit.

## Verspreiding en leefgebied
Deze soort komt voor van de Filipijnen tot Australië en telt tien ondersoorten:
- C. t. tweeddalei: noordelijke en centrale Filipijnen.
- C. t. alopex: Bohol, Leyte en Cebu (centrale Filipijnen).
- C. t. amboinensis: Ambon (zuidelijke Molukken).
- C. t. crex: zuidelijke Filipijnen.
- C. t. mindorensis: Mindoro (centrale Filipijnen).
- C. t. celebensis: Sulawesi.
- C. t. inquirendus: Sumba (Kleine Soenda-eilanden).
- C. t. timoriensis: Timor en Wetar (Kleine Soenda-eilanden).
- C. t. muscalis: zuidelijk Nieuw-Guinea.
- C. t. alisteri: noordelijk en oostelijk Australië.

De vogel leeft in gebieden met hoog gras. Hoewel de vogel luidruchtig is, blijft hij vaak verborgen in het gras of struikgewas.De leefgebieden liggen zowel in laagland als in berggebieden tot in de alpiene zone tot op 4200 meter boven zeeniveau.

## Status
De grootte van de populatie is niet gekwantificeerd maar de soort wordt omschreven als schaars tot plaatselijk algemeen. Op de Rode lijst van de IUCN heeft deze soort de status niet bedreigd.